# 坦噶蜥科
坦噶蜥科（學名：Tangasauridae）是雙孔亞綱始鱷目的一科，是群已滅絕始前爬行動物，生存於二疊紀晚期到三疊紀早期的馬達加斯加。
坦噶蜥科的標本發現於馬達加斯加西部的Sakamena地層，該地層還發現离片椎目、喙頭龍目、以及真犬齒獸下目的化石。目前已經發現許多的霍瓦蜥、沙地歐龍標本，來自於各種年齡層。近年在摩倫達瓦盆地（Morondava Basin）的Middle Sakamena地層，發現了坦噶蜥科的化石，顯示牠們存活到三疊紀早期，並沒有因為二疊紀-三疊紀滅絕事件而滅絕。

## 敘述
坦噶蜥科是群高度特化的爬行動物。肯亞蜥亞科（Kenyasaurinae）是群完全陸棲動物，具有長腳趾、高度發展的胸骨，顯示牠們相當適合在陸地生存。坦噶蜥亞科（Tangasaurinae）則相當適應水生生活，牠們的腳掌有蹼，尾巴的側向扁平，適合在水中游動前進。由於坦噶蜥亞科的高度特化的水生適應特徵，加上年代相近，有學者主張坦噶蜥亞科是鰭龍超目的直系祖先；鰭龍超目是群高度特化的中生代海生爬行動物，包含楯齒龍目、幻龍目、蛇頸龍目。

## 分類
在過去，坦噶蜥科被歸類於始鱷目。但是，始鱷目的定義經常變動，有效性也遭到質疑。目前古動物學界多採用楊氏蜥形目，以取代有爭議的始鱷目。由於坦噶蜥科的方顴骨與顴骨組成完整的最底下顴弓，坦噶蜥科目前被歸類於楊氏蜥形目。
- 坦噶蜥科 Tangasauridae

- 肯亞蜥亞科 Kenyasaurinae

- 肯亞蜥 Kenyasaurus

- 坦噶蜥亞科 Tangasaurinae

- 霍瓦蜥 Hovasaurus
- 坦噶蜥 Tangasaurus
- 盔齿龙 Acerosodontosaurus